# Kara Kara National Park
Kara Kara National Park är en park i Australien. Den ligger i delstaten Victoria, omkring 180 kilometer nordväst om delstatshuvudstaden Melbourne.
Trakten runt Kara Kara National Park är nära nog obefolkad, med mindre än två invånare per kvadratkilometer..
Trakten runt Kara Kara National Park består till största delen av jordbruksmark. Genomsnittlig årsnederbörd är 517 millimeter. Den regnigaste månaden är juli, med i genomsnitt 72 mm nederbörd, och den torraste är januari, med 14 mm nederbörd.